# Valderas
Valderas est une commune d'Espagne dans la province de León, communauté autonome de Castille-et-León. Elle s'étend sur 99,63 km2 et comptait environ 1 819 habitants en 2015.